# Festival international du film de Toronto 2007
Le Festival international du film de Toronto 2007, 32e édition du festival, s'est déroulé du 6 au 15 septembre 2007.

## Prix décernés
| Prix,                            | Film                            | Réalisateur                            |
| -------------------------------- | ------------------------------- | -------------------------------------- |
| People's Choice Award            | Eastern Promises                | David Cronenberg                       |
| Discovery Award                  | Cochochi (ca)                   | Israel Cárdenas et Laura Amelia Guzmán |
| Best Canadian First Feature Film | Continental, un film sans fusil | Stéphane Lafleur                       |
| Best Canadian Feature Film       | My Winnipeg                     | Guy Maddin                             |
| Best Canadian Short Film         | POOL                            | Chris Chong Chan Fui                   |
| Prix FIPRESCI                    | La Zona                         | Rodrigo Plá                            |
| Cultural Innovation Award        | Encarnación                     | Anahí Berneri                          |

## Programmes

### Canada First!
- Amal (en) réalisé par Richie Mehta
- Continental, un film sans fusil réalisé par Stéphane Lafleur
- Jeunes Mariés (Just Buried) réalisé par Chaz Thorne (en)
- Le Cèdre penché réalisé par Rafaël Ouellet
- Evil Game (They Wait) réalisé par Ernie Barbarash
- This Beautiful City (en) réalisé par Ed Gass-Donnelly
- Walk All Over Me réalisé par Robert Cuffley (en)
- Jeunes adultes qui baisent (Young People Fucking) réalisé par Martin Gero

### Canadian Open Vault
- Les Bons Débarras réalisé par Francis Mankiewicz (1980)

### Canadian Retrospective
- L'Acadie, l'Acadie réalisé par Michel Brault et Pierre Perrault (1971)
- Chronique d'un été réalisé par Edgar Morin et Jean Rouch (1961)
- Entre la mer et l'eau douce réalisé par Michel Brault (1967)
- Geneviève réalisé par Michel Brault (1964)
- La Lutte réalisé par Claude Fournier, Marcel Carrière, Claude Jutra et Michel Brault (1961)
- Les Noces de papier réalisé par Michel Brault (1989)
- Les Ordres réalisé par Michel Brault (1974)
- Pour la suite du monde réalisé par Pierre Perrault et Michel Brault (1963)
- Les Raquetteurs réalisé par Gilles Groulx et Michel Brault (1968)

### Contemporary World Cinema
- All Hat (en) réalisé par Leonard Farlinger (en)
- American Venus (en) réalisé par Bruce Sweeney (en)
- Et puis les touristes (Am Ende kommen Touristen) réalisé par Robert Thalheim
- Avant que j'oublie (Avant que j'oublie) réalisé par Jacques Nolot
- Avant que j'oublie (Bikur Hatizmoret) réalisé par Eran Kolirin
- Le Bannissement (Izgnanie) réalisé par Andreï Zviaguintsev
- Barcelona (un mapa) (es) réalisé par Ventura Pons
- Battle for Haditha réalisé par Nick Broomfield
- Breakfast with Scot réalisé par Laurie Lynd (en)
- Rendez-vous à Brick Lane (Brick Lane) réalisé par Sarah Gavron
- California Dreamin' (California Dreamin' (Nesfarsit)) réalisé par Cristian Nemescu
- Chop Shop réalisé par Ramin Bahrani
- Contre toute espérance réalisé par Bernard Émond
- Les Faussaires (Die Fälscher) réalisé par Stefan Ruzowitzky
- Dans la vie réalisé par Philippe Faucon
- Giorni e nuvole réalisé par Silvio Soldini
- De l'autre côté (Auf der Anderen Seite - Yaşamın Kıyısında) réalisé par Fatih Akın
- Après l'hiver (Vratné Lahve) réalisé par Jan Svěrák
- L'Ennemi intime réalisé par Florent Emilio-Siri
- Erik Nietzsche, mes années de jeunesse (De unge år: Erik Nietzsche sagaen) réalisé par Jacob Thuesen (de)
- Faro, la reine des eaux réalisé par Salif Traoré
- Forever Never Anywhere (Immer nie am Meer) réalisé par Antonin Svoboda
- Garage réalisé par Lenny Abrahamson
- A Gentle Breeze in the Village (Tennen Kokekkō (ja)) réalisé par Nobuhiro Yamashita (ja)
- Autant en emporte la femme (Tatt av kvinnen) réalisé par Petter Næss
- Haengbok réalisé par Hur Jin-ho
- The Home Song Stories (en) réalisé par Tony Ayres
- In memoria di me réalisé par Saverio Costanzo
- Le Voyage d'Iska (Iszka utazása) réalisé par Bollók Csaba (hu)
- Jar City (Mýrin - Der Tote aus Nordermoor) réalisé par Baltasar Kormákur
- Les Méduses (Meduzot) réalisé par Shira Geffen et Etgar Keret
- Hjemve (da) réalisé par Lone Scherfig
- King of California réalisé par Mike Cahill
- Kings (en) réalisé par Tommy Collins (en)
- L'Heure de pointe (L'ora di punta) réalisé par Vincenzo Marra
- La Forêt de Mogari (Mogari No Mori) réalisé par Naomi Kawase
- Munyurangabo réalisé par Lee Isaac Chung
- Mutum réalisé par Sandra Kogut (pt)
- Mon frère est fils unique (Mio fratello è figlio unico) réalisé par Daniele Luchetti
- New York City Serenade (en) réalisé par Frank Whaley
- Normal réalisé par Carl Bessai
- Nos vies privées réalisé par Denis Côté
- Swopnodanay (en) (স্বপ্নডানায়) réalisé par Golam Rabbany Biplob
- ''Pisay réalisé par Auraeus Solito
- Les Toilettes du pape (El Baño del Papa) réalisé par Enrique Fernández et César Charlone
- Cours toujours Dennis réalisé par David Schwimmer
- Secret Sunshine (Miryang) réalisé par Lee Chang-dong
- Ha-Sodot (הסודות, The Secrets) réalisé par Avi Nesher
- The Shock Doctrine réalisé par Alfonso Cuarón, Jonás Cuarón et Naomi Klein
- Tirador réalisé par Brillante Mendoza
- Le Fils de Rambow réalisé par Garth Jennings
- Starting Out in the Evening (en) réalisé par Andrew Wagner
- The Stone Angel réalisé par Kari Skogland
- A Stray Girlfriend (Una novia errante) réalisé par Ana Katz
- Den man älskar (sv) réalisé par Åke Sandgren
- Le Piège (Klopka) réalisé par Srdan Golubović
- La misma Luna réalisé par Patricia Riggen
- Unfinished Sky (en) réalisé par Peter Duncan
- Ravayat haye na tamam réalisé par Pourya Azarbayjani
- Une vieille maîtresse réalisé par Catherine Breillat
- Weirdsville (en) réalisé par Allan Moyle
- Wolfsbergen réalisé par Nanouk Leopold

### Dialogues: Talking With Pictures
- Alice n'est plus ici (Alice Doesn't Live Here Anymore, 1974) réalisé par Martin Scorsese ; présenté par l'actrice Ellen Burstyn
- Les Plus Belles Années de notre vie (The Best Years of Our Lives, 1946) réalisé par William Wyler ; présenté par le réalisateur Sidney Lumet
- À l'assaut du boulevard (Bucking Broadway, 1917) réalisé par John Ford ; présenté par le réalisateur Peter Bogdanovich
- Trains étroitement surveillés (Ostře sledované vlaky, 1966) réalisé par Jiří Menzel ; présenté par le réalisateur Ken Loach
- La Jetée (1962) réalisé par Chris Marker ; présenté par l'architecte Bruce Kuwabara (en)
- Ah Dieu ! Que la guerre est jolie (Oh! What a Lovely War, 1969) réalisé par Richard Attenborough ; présenté par Richard Attenborough
- Au rythme des tambours fleuris (Flower Drum Song, 1961) réalisé par Henry Koster ; présenté par l'actrice Nancy Kwan et le réalisateur Arthur Dong (en)
- La Source (Jungfrukällan, 1960) réalisé par Ingmar Bergman ; présenté par l'acteur Max von Sydow

### Discovery
- Les Babysitters (The Babysitters) réalisé par David Ross
- Blind réalisé par Tamar van den Dop
- Cochochi (ca) réalisé par Israel Cárdenas et Laura Amelia Guzmán
- Corroboree réalisé par Ben Hackworth (en)
- Frozen réalisé par Shivajee Chandrabhushan
- Je suis de Titov Veles (Jas sum od Titov Veles) réalisé par Teona Strugar Mitevska
- Les Proies (El rey de la montaña) réalisé par Gonzalo López-Gallego
- The Passage (en) réalisé par Mark Heller
- ROMing (cs) réalisé par Jiří Vejdělek (cs)
- September réalisé par Peter Carstairs
- An Seh réalisé par Naghi Nemati
- Til døden os skiller (da) réalisé par Paprika Steen
- The World Unseen réalisé par Shamim Sarif
- La Zona, propriété privée (La zona) réalisé par Rodrigo Plá

### Doc Talks
- Biography: Complicated Lives avec Scott Hicks (Glass, a portrait of Philip in Twelve Parts), Peter Raymont (A Promise to the Dead: The Exile Journey of Ariel Dorfman) et Peter Askin (Trumbo (en))
- Canadian Retrospective: Michel Brault avec Denys Arcand (L'Âge des ténèbres) et Michel Brault (Chronique d'un été) ; animé par André Loiselle (Cinema as History: Michel Brault and Modern Quebec)
- Covering War avec Michael Tucker (en) (Bulletproof Salesman), Phil Donahue et Ellen Spiro (en) (Body of War)
- Why Democracy? avec Nick Fraser (Storyville (en))

### Future Projections

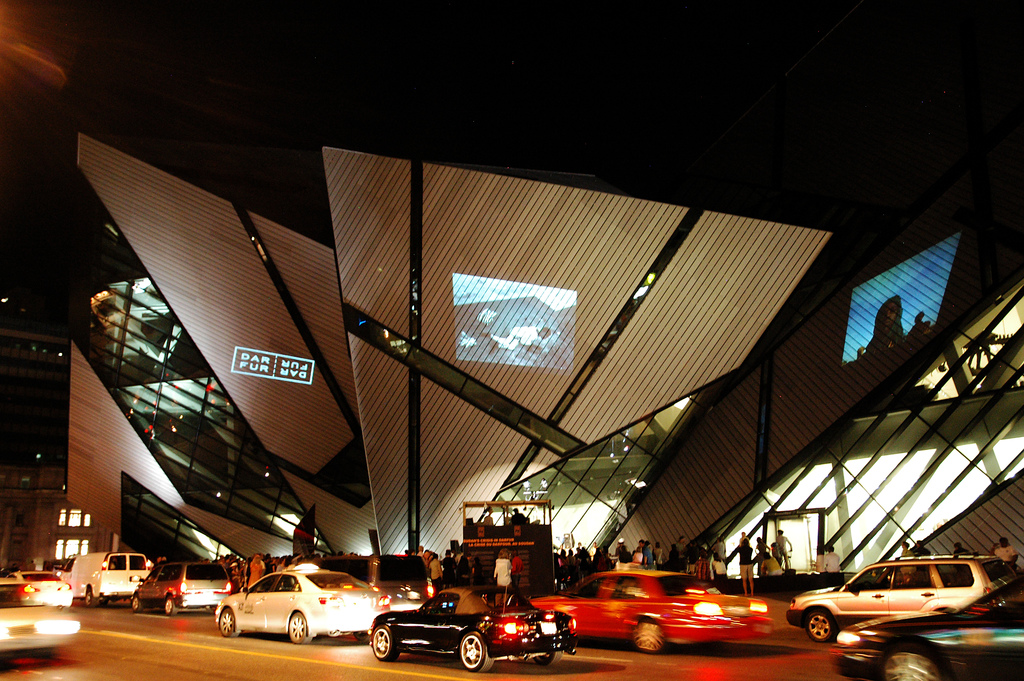
Installation Darfur/Darfur à l'extérieur du Musée royal de l'Ontario

- Best Minds Part One créé par Jeremy Shaw ; organisé par Wayne Baerwaldt
- Darfur/Darfur créé par plusieurs artistes ; organisé par Leslie Thomas (architecte et activiste américaine)
- Death in the Land of Encantos (Kagadanan sa Banwaan ning mga Engkanto) créé par Lav Diaz; organisé par Cameron Bailey
- Francesco Vezzoli: A True Hollywood Story! créé par Francesco Vezzoli ; organisé par Gregory Burke
- Into the Pixel créé par plusieurs artistes ; organisé par Nick Pagee
- Late Fragment (en) réalisé par Daryl Cloran (en), Anita Doron (en) et Mateo Guez (en) ; produit par Anita Lee et Ana Serrano
- The Soft Revolution réalisé par Brian Johnson et Anthony Roberts
- Tyranny créé par Ryan Sluggett ; organisé par Wayne Baerwaldt
- Wildflowers of Manitoba créé par Noam Gonick et Luis Jacob ; organisé par Wayne Baerwaldt

### Galas
- Fugitive Pieces réalisé par Jeremy Podeswa
- Détention secrète (Rendition) réalisé par Gavin Hood
- Michael Clayton réalisé par Tony Gilroy
- Battle for Terra réalisé par Aristomenis Tsirbas
- Les Promesses de l'ombre (Eastern Promises) réalisé par David Cronenberg
- Le Deuxième Souffle réalisé par Alain Corneau
- The Last Lear (en) réalisé par Rituparno Ghosh
- Elizabeth : L'Âge d'or (Elizabeth: The Golden Age) réalisé par Shekhar Kapur
- Lettre ouverte à Jane Austen (The Jane Austen Book Club) réalisé par Robin Swicord
- Le Limier (Sleuth) réalisé par Kenneth Branagh
- Across the Universe réalisé par Julie Taymor
- Le Rêve de Cassandre (Cassandra's Dream) réalisé par Woody Allen
- Cleaner réalisé par Renny Harlin
- L'Âge des ténèbres réalisé par Denys Arcand
- Blood Brothers (en) (Tiān táng kǒu) réalisé par Alexi Tan
- Reservation Road réalisé par Terry George
- The Walker réalisé par Paul Schrader
- Closing the Ring réalisé par Richard Attenborough
- Caramel (Sukkar banat) réalisé par Nadine Labaki
- Emotional Arithmetic (en) réalisé par Paolo Barzman

### Masters
- Alexandra (Александра) réalisé par Alexandre Sokourov
- Les Amours d'Astrée et de Céladon réalisé par Éric Rohmer
- Souvenir (Cheon nyeon hak) réalisé par Im Kwon-taek
- Le Chaos..? (Heya Fawda) réalisé par Youssef Chahine et Khaled Youssef
- Christophe Colomb, l'énigme (Cristóvão Colombo - O Enigma) réalisé par Manoel de Oliveira
- Désengagement réalisé par Amos Gitaï
- El pasado réalisé par Héctor Babenco
- Fados réalisé par Carlos Saura
- La Fille coupée en deux réalisé par Claude Chabrol
- Naalu Pennungal (en) réalisé par Adoor Gopalakrishnan
- Glory to the Filmmaker! (Kantoku Banzai!) réalisé par Takeshi Kitano
- It's a Free World! réalisé par Ken Loach
- L'Homme de Londres (A London Férfi) réalisé par Béla Tarr
- Ne touchez pas la hache réalisé par Jacques Rivette
- Centochiodi réalisé par Ermanno Olmi
- La Princesse du Nebraska (The Princess of Nebraska) réalisé par Wayne Wang
- Un millier d'années de bonnes prières (A Thousand Years of Good Prayers) réalisé par Wayne Wang
- Ulzhan réalisé par Volker Schlöndorff
- Le Voyage du ballon rouge réalisé par Hou Hsiao-hsien
- Ami, Yasin Ar Amar Madhubala (en) réalisé par Buddhadev Dasgupta

### Mavericks
- Everything to Gain: A Conversation with Jimmy and Rosalynn Carter avec Jimmy et Rosalynn Carter (Man from Plains de Jonathan Demme) ; animé par Allan Gregg
- Mira Nair Presents: Four Views on AIDS in India avec Mira Nair (Migration), Santosh Sivan (Prarambha (en)), Vishal Bhardwaj (Blood Brothers (en)) et Farhan Akhtar (Positive (en)) ; animé par Mira Nair et Ashok Alexander (en) (Programme de lutte contre le HIV/SIDA en Inde de la Fondation Bill-et-Melinda-Gates)
- Religulous: A Conversation with Bill Maher and Larry Charles avec Bill Maher et Larry Charles (Relidicule)
- The Time Is Now: A Conversation About Darfur avec Luis Moreno Ocampo (Procureur de la Cour pénale internationale), Don Cheadle (acteur, activiste), Adam Sterling (en) (cofondateur de la Sudan Divestment Task Force), Ted Braun (en) (réalisateur, Darfur Now (en)), Mark Jonathan Harris (en) (producteur, Darfur Now (en)) et Cathy Schulman (productrice, Darfur Now (en))

### Midnight Madness
Midnight Madness
- Big Man Japan (Dai Nippon-jin) réalisé par Hitoshi Matsumoto
- The Devil's Chair (en) réalisé par Adam Mason
- Flashpoint (Dao Huo Xian) réalisé par Wilson Yip
- Frontière(s) réalisé par Xavier Gens
- Chronique des morts-vivants (Diary of the Dead) réalisé par George A. Romero
- À l'intérieur réalisé par Alexandre Bustillo et Julien Maury
- La Troisième Mère (La terza madre) réalisé par Dario Argento
- Stuck réalisé par Stuart Gordon
- Sukiyaki Western Django (Sukiyaki Uesutan Jango) réalisé par Takashi Miike
- Vexille (Bekushiru 2077 Nihon Sakoku) réalisé par Fumihiko Sori

### Real to Reel
- Algérie, histoires à ne pas dire réalisé par Jean-Pierre Lledo
- Amazing Journey: The Story of The Who (en) réalisé par Paul Crowder (en) et Murray Lerner
- L'Avocat de la terreur réalisé par Barbet Schroeder
- Body of War réalisé par Ellen Spiro et Phil Donahue
- Callas Assoluta réalisé par Philippe Kohly
- Children of the Sun (he) réalisé par Ran Tal
- Darfur Now (en) réalisé par Ted Braun (en)
- The Dictator Hunter réalisé par Klaartje Quirijns
- Dinner with the President: A Nation's Journey réalisé par Sabiha Sumar and Sachithanandam Sathananthan
- Rencontres au bout du monde réalisé par Werner Herzog
- Fengming, chronique d'une femme chinoise (He Fengming) réalisé par Wang Bing
- Glass, a portrait of Philip in Twelve Parts réalisé par Scott Hicks
- Heavy Metal in Baghdad (en) réalisé par Eddy Moretti et Suroosh Alvi
- Hollywood Chinese (en) réalisé par Arthur Dong (en)
- Iron Ladies of Liberia (en) réalisé par Daniel Junge (en) et Siatta Scott Johnson
- A Jihad for Love (en) réalisé par Parvez Sharma (en)
- Joy Division (en) réalisé par Grant Gee
- Lou Reed's Berlin réalisé par Julian Schnabel
- Man of Cinema: Pierre Rissient réalisé par Todd McCarthy
- The Mosquito Problem and Other Stories (Problemat s komarite i drugi istorii) réalisé par Andrey Paounov
- Mon meilleur ennemi réalisé par Kevin Macdonald
- My Kid Could Paint That réalisé par Amir Bar-Lev
- Obscene réalisé par Neil Ortenberg et Daniel O'Connor
- Operation Filmmaker réalisé par Nina Davenport
- Please Vote for Me réalisé par Weijun Chen
- A Promise to the Dead: The Exile Journey of Ariel Dorfman réalisé par Peter Raymont
- Rebellion : L'Affaire Litvinenko (Bunt. Delo Litvinenko) réalisé par Andreï Nekrassov
- Surfwise réalisé par Doug Pray
- Trumbo réalisé par Peter Askin
- Useless (Wu Yong) réalisé par Jia Zhangke
- Very Young Girls réalisé par David Schisgall
- The Wild Horse Redemption réalisé par John Zaritsky

### Short Cuts Canada
- Automoto réalisé par Neil McInnes et Cathy McInnes
- Blood Will Tell réalisé par Andrew McPhillips
- Boar Attack réalisé par Jay White
- Bumblebee réalisé par Jonathan van Tulleken
- Burgeon and Fade réalisé par Audrey Cummings
- Can You Wave Bye-Bye? réalisé par Sarah Galea-Davis
- The Canadian Shield réalisé par Simon Ennis
- Code 13 réalisé par Mathieu L. Denis
- The Colony réalisé par Jeff Barnaby
- Congratulations Daisy Graham réalisé par Cassandra Nicolaou
- A Cure for Terminal Loneliness réalisé par Samir Rehem
- Cursing Hanley réalisé par Kelly Harms
- Dada Dum réalisé par Britt Randle
- Diamonds in a Bucket réalisé par Sherry White
- Dust Bowl Ha! Ha! réalisé par Sébastien Pilote
- Farmer's Requiem réalisé par Ramses Madina
- found oBjects réalisé par David Birnbaum
- Four Walls réalisé par Raha Shirazi
- francas réalisé par Eduardo Menz
- Gene Boy revient chez lui (en) réalisé par Alanis Obomsawin
- God Provides réalisé par Brian M. Cassidy and Melanie Shatzky
- The Schoolyard (Les Grands) réalisé par Chloé Leriche
- Hastings Street réalisé par Larry Kent
- Hirsute réalisé par A.J. Bond
- Hymn to Pan réalisé par François Miron
- I Have Seen the Future réalisé par Cam Christiansen
- I've Never Had Sex... réalisé par Robert Kennedy
- Knights of Atomikaron réalisé par Adam Brodie et Dave Derewlany
- The Last Moment réalisé par Deco Dawson
- Latchkey's Lament réalisé par Troy Nixey
- Loudly, Death Unties réalisé par Sheila Pye et Nicholas Pye
- Madame Tutli-Putli réalisé par Chris Lavis et Maciek Szczerbowski
- No Bikini réalisé par Claudia Morgado Escanilla
- Paradise réalisé par Jesse Rosensweet
- ReOrder réalisé par Sean Garrity
- Shooting Geronimo réalisé par Kent Monkman
- A Short Film About Falling réalisé par Peter Lynch et Max Dean
- Smile réalisé par Julia Kwan
- Teenage Girl réalisé par Greg Atkins
- Terminus réalisé par Trevor Cawood
- Terry Southern's Plums and Prunes réalisé par Dev Khanna
- Three Beans for George réalisé par Sean Anicic
- Tic Tac Toe réalisé par Matthew Swanson
- The Whole Day Through réalisé par Adam Budd

### Présentations spéciales
- 4 mois, 3 semaines, 2 jours (4 luni, 3 sǎptǎmâni şi 2 zile) réalisé par Cristian Mungiu
- Angel réalisé par François Ozon
- L'Assassinat de Jesse James par le lâche Robert Ford réalisé par Andrew Dominik
- Reviens-moi réalisé par Joe Wright
- Bataille à Seattle réalisé par Stuart Townsend
- 7 h 58 ce samedi-là réalisé par Sidney Lumet
- Before the Rains réalisé par Santosh Sivan
- Meet Bill réalisé par Melisa Wallack et Bernie Goldmann
- À vif réalisé par Neil Jordan
- Captain Mike Across America réalisé par Michael Moore
- Chacun son cinéma réalisé par Theo Angelopoulos, Olivier Assayas, Bille August, Jane Campion, Youssef Chahine, Chen Kaige, David Cronenberg, Jean-Pierre Dardenne, Luc Dardenne, Manoel de Oliveira, Raymond Depardon, Atom Egoyan, Amos Gitai, Hou Hsiao-hsien, Alejandro González Iñárritu, Aki Kaurismäki, Abbas Kiarostami, Takeshi Kitano, Andrei Konchalovsky, Claude Lelouch, Ken Loach, David Lynch, Nanni Moretti, Roman Polanski, Raúl Ruiz, Walter Salles, Elia Suleiman, Tsai Ming-liang, Gus Van Sant, Lars von Trier, Wim Wenders, Wong Kar-wai et Zhang Yimou
- Chaotique Ana réalisé par Julio Medem
- Au-delà de l'illusion réalisé par Gillian Armstrong
- The Girl in the Park réalisé par David Auburn
- La Grande Illusion réalisé par Jean Renoir ; présenté par le réalisateur Peter Bogdanovich
- Here Is What Is réalisé par Adam Vollick, Daniel Lanois and Adam Samuels
- Honeydripper réalisé par John Sayles
- I'm Not There réalisé par Todd Haynes
- Eka et Natia, chronique d'une jeunesse géorgienne réalisé par Vadim Perelman
- Dans la vallée d'Elah réalisé par Paul Haggis
- Into the Wild réalisé par Sean Penn
- Juno réalisé par Jason Reitman
- Une fiancée pas comme les autres réalisé par Craig Gillespie
- Love Comes Lately réalisé par Jan Schütte
- Lust, Caution (Sè, Jiè) réalisé par Ang Lee
- Mad Detective réalisé par Johnnie To et Wai Ka-fai
- Man from Plains réalisé par Jonathan Demme
- Margot va au mariage réalisé par Noah Baumbach
- Married Life réalisé par Ira Sachs
- Mongol réalisé par Sergei Bodrov
- Winnipeg mon amour réalisé par Guy Maddin
- La Ronde de nuit réalisé par Peter Greenaway
- No Country for Old Men réalisé par Joel Coen et Ethan Coen
- Tabou(s) réalisé par Alan Ball

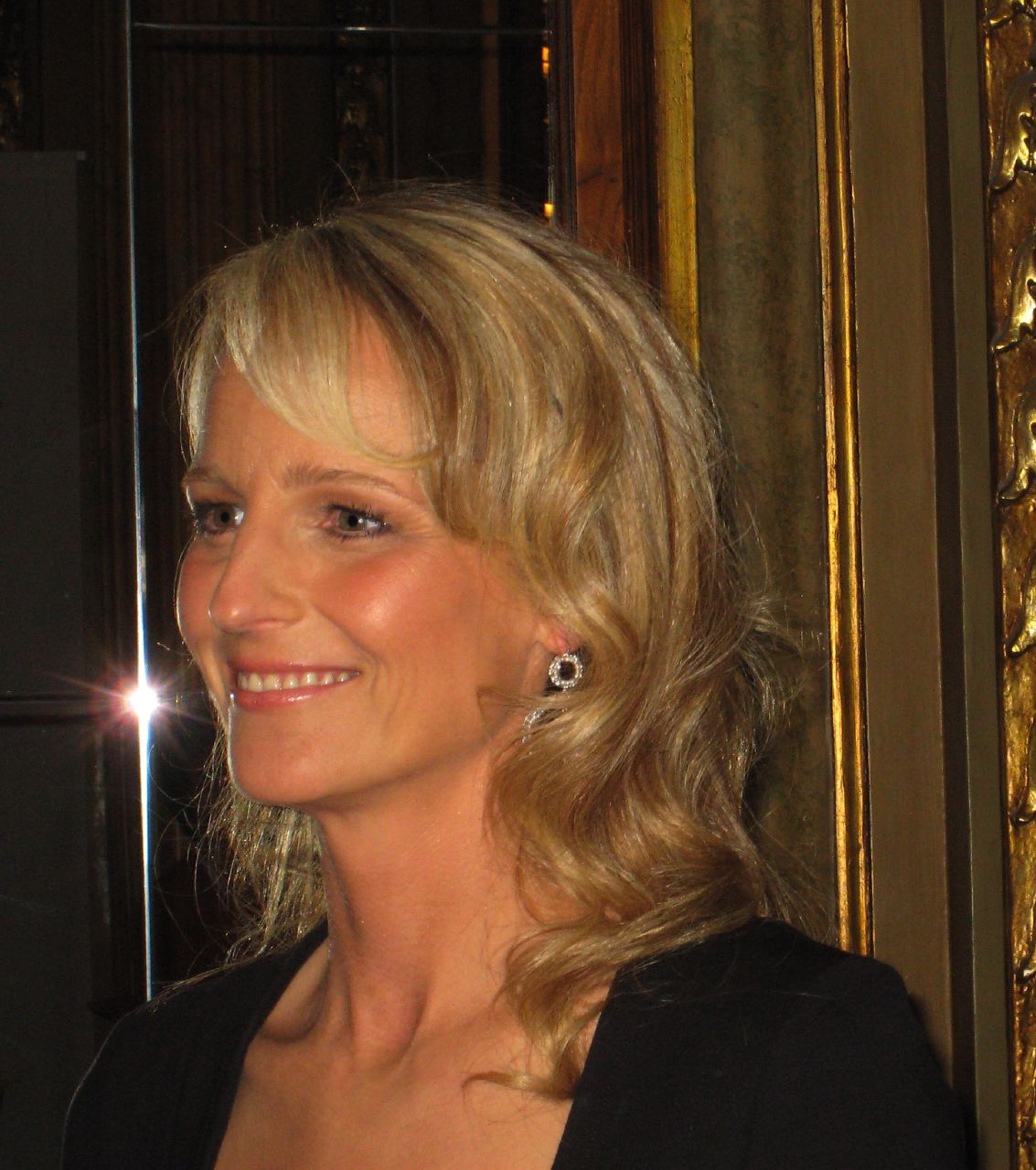
Helen Hunt, présente au festival pour son film Une histoire de famille (Then She Found Me)

- Persepolis réalisé par Vincent Paronnaud et Marjane Satrapi
- Poor Boy's Game réalisé par Clement Virgo
- Rails and Ties réalisé par Alison Eastwood
- Reclaim your brain (Free Rainer - Dein Fernseher Lügt) réalisé par Hans Weingartner
- Redacted réalisé par Brian De Palma
- Romulus, My Father réalisé par Richard Roxburgh
- La Famille Savage réalisé par Tamara Jenkins
- e Scaphandre et le Papillon réalisé par Julian Schnabel
- Shadows réalisé par Milcho Manchevski
- J'ai serré la main du diable réalisé par Roger Spottiswoode
- Soie réalisé par François Girard
- Le soleil se lève aussi (Tai Yang Zhao Chang Sheng Qi) réalisé par Jiang Wen
- The Take réalisé par Brad Furman
- Une histoire de famille réalisé par Helen Hunt
- The Visitor réalisé par Thomas McCarthy
- When Did You Last See Your Father? réalisé par Anand Tucker

### Sprockets Family Zone
- La Citadelle assiégée réalisé par Philippe Calderon
- Max et Co réalisé par Frédéric Guillaume et Samuel Guillaume
- Mid Road Gang (Ma-Mha-See-Kha-Krub) réalisé par Pantham Thongsang et Somkiat Vithuranich
- Nocturna, la nuit magique réalisé par Víctor Maldonado et Adrià García
- The Substitute (Vikaren) réalisé par Ole Bornedal

### Vanguard
- Boy A réalisé par John Crowley
- Les Chansons d'amour réalisé par Christophe Honoré
- Chrysalis réalisé par Julien Leclercq
- Control réalisé par Anton Corbijn
- Déficit réalisé par Gael García Bernal
- Ex Drummer réalisé par Koen Mortier

- Exodus réalisé par Pang Ho-Cheung

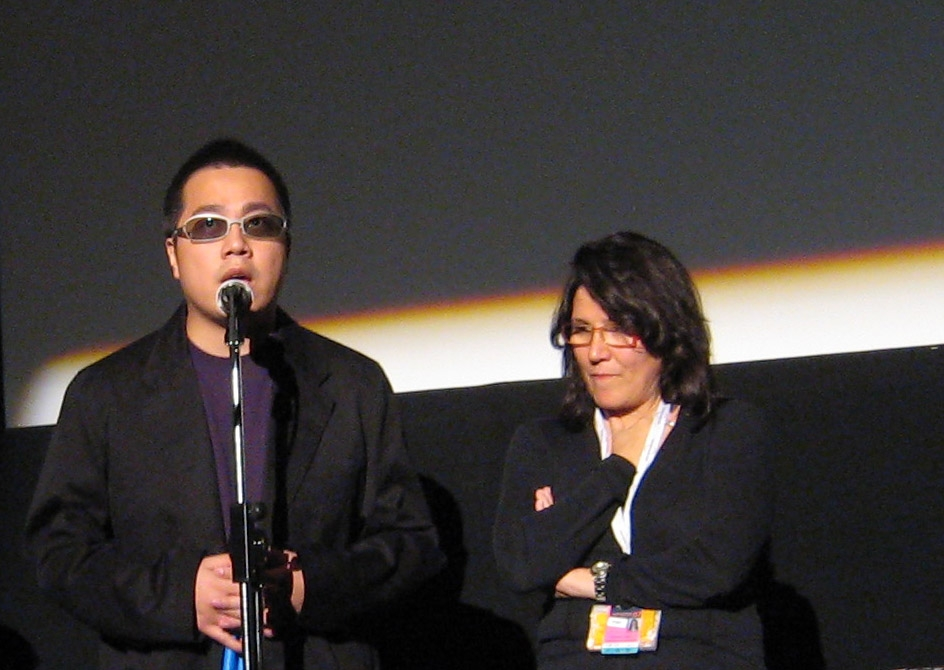
Le réalisateur Pang Ho-Cheung (à gauche) s'adresse au public de la projection de son film The Exodus

- Help Me Eros (Bang Bang Wo Ai Shen) réalisé par Lee Kang-sheng
- yo réalisé par Rafa Cortés
- Mister Lonely réalisé par Harmony Korine
- Naissance des pieuvres réalisé par Céline Sciamma
- L'Orphelinat (El Orfanato) réalisé par Juan Antonio Bayona
- Paranoid Park réalisé par Gus Van Sant
- Ping Pong Playa réalisé par Jessica Yu
- Sad Vacation réalisé par Shinji Aoyama
- Smiley Face réalisé par Gregg Araki
- White Lies, Black Sheep réalisé par James Spooner
- XXY réalisé par Lucía Puenzo

### Visions
- Le Cahier (Buda As Sharm Foru Rikht) réalisé par Hana Makhmalbaf
- Dans la ville de Sylvia (En la ciudad de Sylvia) réalisé par José Luis Guerín
- Death in the Land of Encantos (Kagadanan sa Banwaan ning mga Engkanto) réalisé par Lav Diaz
- Dr Plonk réalisé par Rolf de Heer
- Eat, For This is My Body réalisé par Michelange Quay
- Encarnación réalisé par Anahí Berneri
- Happy New Life (Boldog új élet) réalisé par Árpád Bogdán
- Import/Export réalisé par Ulrich Seidl
- L'Amour caché réalisé par Alessandro Capone
- M réalisé par Lee Myung-se
- Night réalisé par Lawrence Johnston
- Pink (Roz) réalisé par Alexander Voulgaris
- Ploy réalisé par Pen-ek Ratanaruang
- Lumière silencieuse (Stellet Licht) réalisé par Carlos Reygadas
- Silent Resident (Weisse Lilien) réalisé par Christian Frosch
- Les Toits de Paris réalisé par Hiner Saleem
- Time to Die (Pora Umierać) réalisé par Dorota Kędzierzawska
- The Tracey Fragments réalisé par Bruce McDonald
- Nous, les vivants (Du levande) réalisé par Roy Andersson

### Wavelengths
- The Acrobat réalisé par Chris Kennedy
- All That Rises réalisé par Daïchi Saïto
- The Anthem réalisé par Apichatpong Weerasethakul
- At Sea réalisé par Peter Hutton
- The Butterfly in Winter réalisé par Ute Aurand et Maria Lang
- Capitalism: Slavery réalisé par Ken Jacobs
- Cross Worlds réalisé par Cécile Fontaine
- Discoveries on the Forest Floor 1-3 réalisé par Charlotte Pryce
- Echo réalisé par Izabella Pruska-Oldenhof
- ecp 2D: sun réalisé par John Price
- Erzählung réalisé par Hannes Schüpbach
- Europa 2005, 27 Octobre réalisé par Jean-Marie Straub et Danièle Huillet
- Evertwo Circumflicksrent...Page 298 réalisé par Bruce McClure
- Wrong Moves (Faux Mouvements) réalisé par Pip Chodorov
- gone réalisé par Karoe Goldt
- Monica réalisé par Enrico Mandirola
- Papillon réalisé par Olivier Fouchard
- POOL (KOLAM) réalisé par Chris Chong Chan Fui
- Pour Vos Beaux Yeux réalisé par Henri Storck
- Profit motive and the whispering wind réalisé par John Gianvito
- Quartet réalisé par Nicky Hamlyn
- Schindler's Houses (Photography and Beyond Part 12) réalisé par Heinz Emigholz
- Tape Film réalisé par Chris Kennedy
- What the Water Said, nos. 4-6 réalisé par David Gatten